# Meermin (schip, 1759)

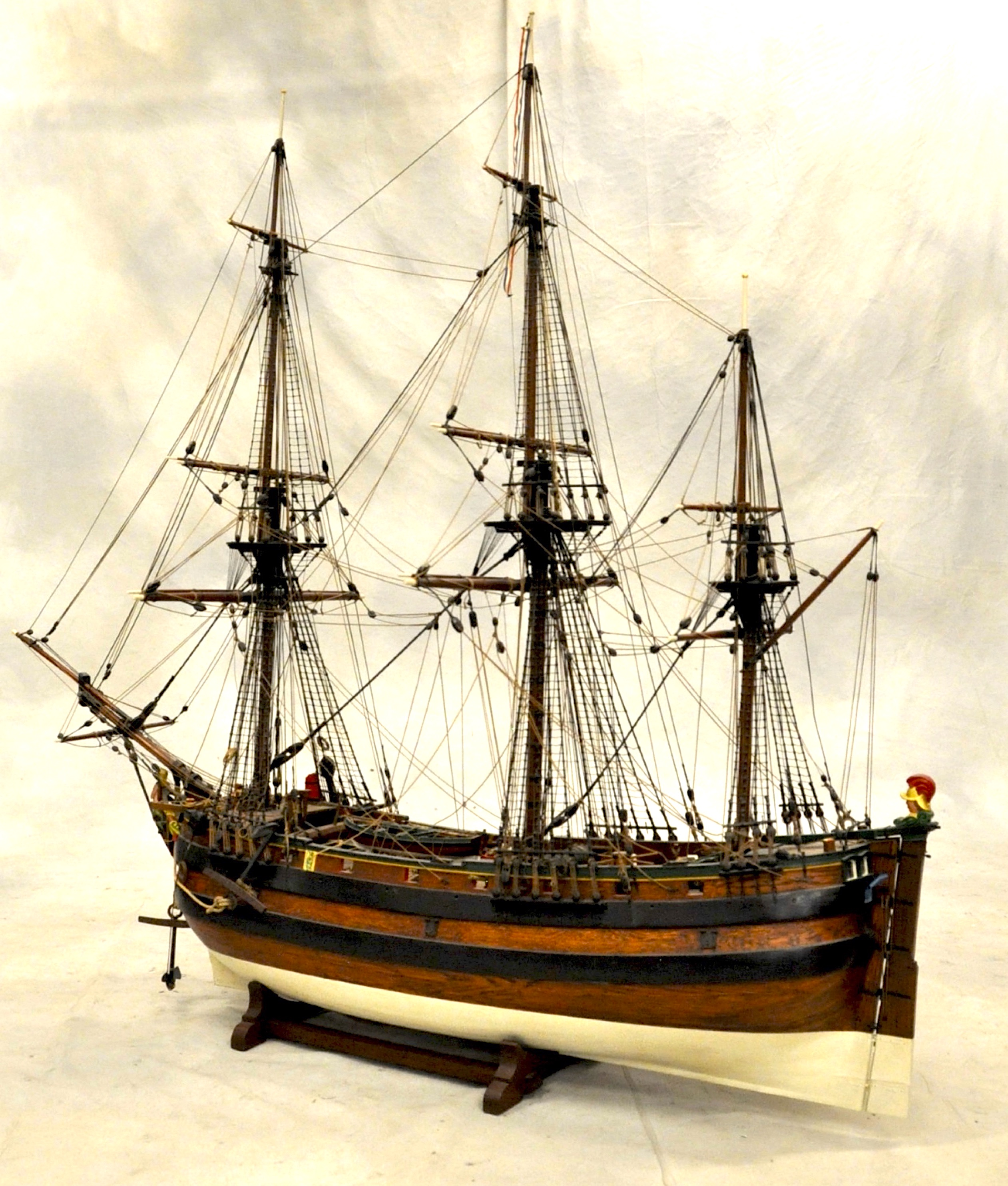
Schaal 1/30 model van de Meermin

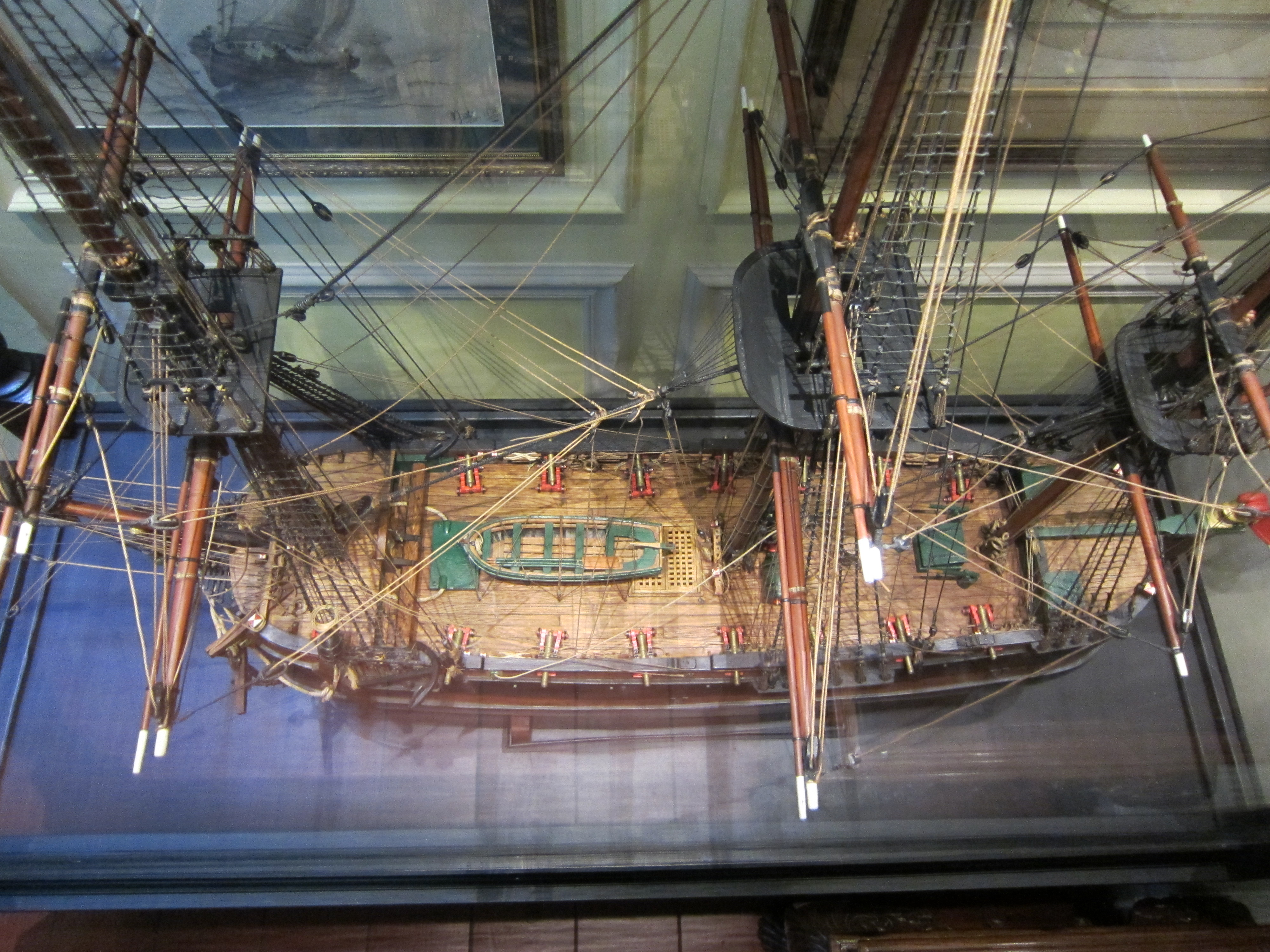

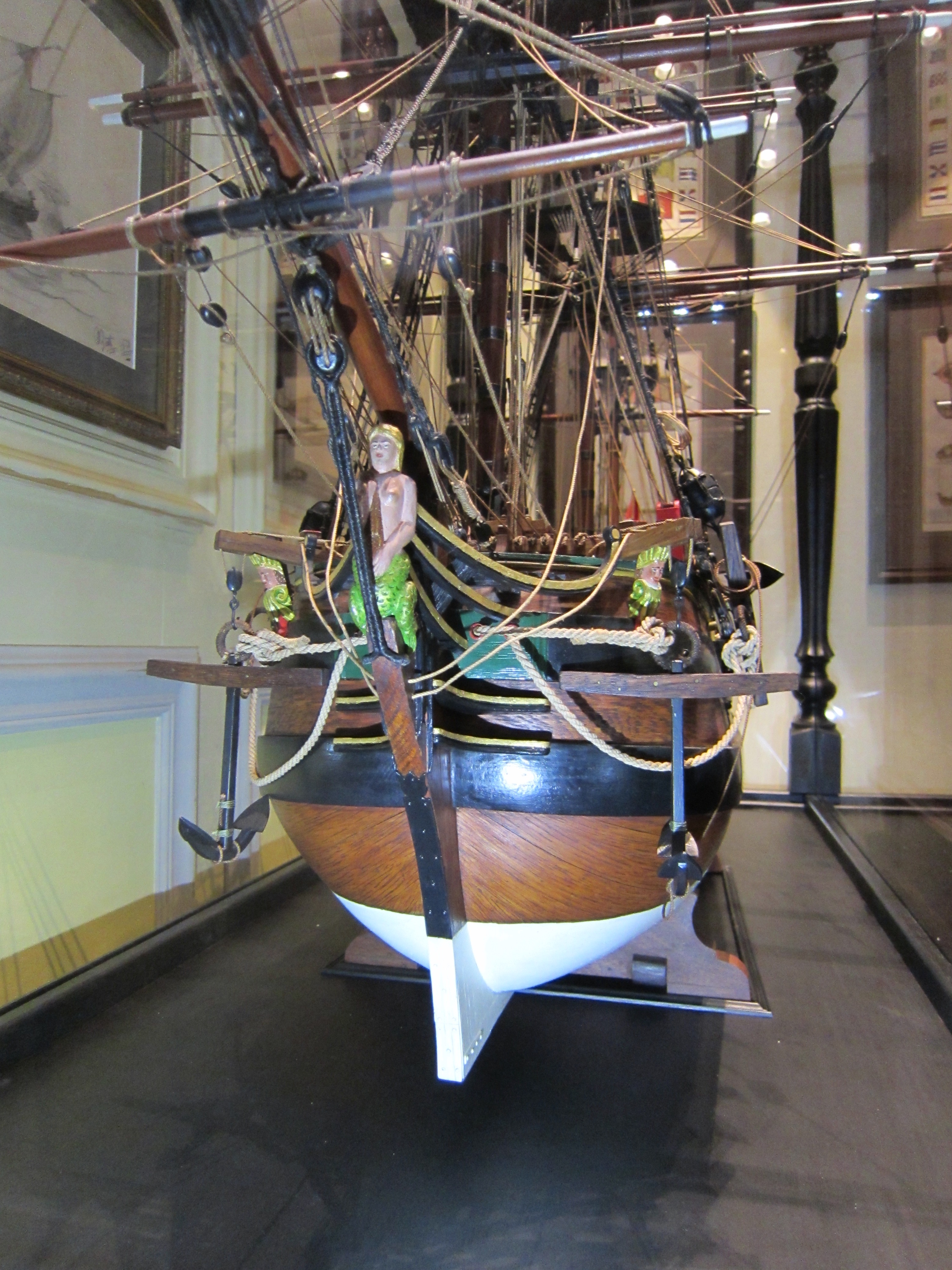
Boeg van het model

De Meermin was een VOC-schip, in gebruik als slavenschip, dat in 1766 voor de kust van Zuid-Afrika verging tijdens een slavenopstand aan boord.

## Het schip
De Meermin was een hoeker die in 1759 werd gebouwd op de Amsterdamse werf voor de Amsterdamse kamer van de VOC. Het schip was 110 voet lang (31 meter) en had een laadvermogen van 450 ton. De Meermin was niet specifiek bestemd voor slavenhandel, maar zou daartoe aan de Kaap aanpassingen ondergaan.

## Reizen
De Meermin vertrok van de rede van Texel op 27 januari 1761 met 97 koppen naar Kaap de Goede Hoop. De schipper was Hendrik Worms. Het schip arriveerde op 15 juni bij de Kaap; het zou daar dienst blijven doen, en verschillende keren slaven vervoeren.
In 1765 voer de Meermin naar Madagaskar om een hoeveelheid slaven op te halen bestemd voor Kaapstad. De bemanning bestond uit 62 man; de kapitein was Gerrit Christopher Muller. Op 20 januari 1766 waren ongeveer 140 slaven — mannen, vrouwen en kinderen — ingeladen en vertrok het schip richting Kaap.
Tegen de VOC-regels in werden de slaven uit de boeien gehaald en ingezet voor klusjes aan boord. Ze konden zich redelijk vrij over het schip bewegen. Op 18 februari liet opperkoopman Johan Godfried Crause een aantal slaven speren schoonmaken die van Madagaskar waren meegenomen. De slaven zagen de kans schoon en maakten gebruik van de situatie door het doden van de helft van de bemanning, met Crause als een van de eersten. Er ontstond een patstelling toen de resterende bemanning zich benedendeks verschanste en de slaven vrij waren, maar niet in staat waren het schip goed te zeilen.
Na onderhandelingen kwam men overeen dat de bemanning het schip terug zou zeilen naar Madagaskar. Zoals afgesproken werd oostwaarts gezeild, richting Madagaskar, maar 's nachts (wanneer de slaven de koers niet konden vergelijken zonder de stand van de zon) wendde men de steven stiekem naar het westen. Toen er land in zicht kwam dachten de slaven Madagaskar voor zich te hebben, terwijl het de Struisbaai was, vlak bij Kaap Agulhas aan de Zuid-Afrikaanse kust. Zo'n zestig slaven gingen met sloepen aan land, met de afspraak drie vuren te ontsteken als alles veilig was. In de duinen, buiten het zicht van de Meermin, werden de slaven overmeesterd door boeren die de landing hadden gadegeslagen. De slaven aan boord wisten niet wat er gebeurd was en verkeerden in onzekerheid.
Een week later wist de bemanning twee berichten via flessenpost ongemerkt aan land te krijgen, met het verzoek drie vuren te ontsteken om zo de resterende slaven in de val te lokken. De vuren werden ontstoken en de slaven kapten de ankers om snel aan land te komen. Enkelen gingen al met een kano vooruit en werden op het strand overmeesterd. Toen werd de werkelijke situatie pas duidelijk voor de op de Meermin achtergebleven slaven. Ze vielen de bemanning aan, maar waren genoodzaakt zich over te geven toen het schip aan de grond liep. Alle opvarenden en een deel van de lading (286 musketten, 12 pistolen, 5 bajonetten, kompassen, vaten buskruit en musketkogels) werd aan land gebracht voordat het schip een maand later, op 9 april, in stukken brak en in de golven verdween.
Uiteindelijk hadden 112 slaven en 32 bemanningsleden de gebeurtenissen overleefd. De slaven werden over land naar Kaapstad vervoerd en daar te werk gesteld. Twee van de leiders, Massavana en Koesaaij werden op Robbeneiland gevangen gezet. Kapitein Muller werd schuldig bevonden aan nalatigheid en oneervol ontslagen.

## De opgraving
Een team archeologen van de Zuid-Afrikaanse Iziko-musea is sinds 1999 op zoek naar resten van de Meermin. Er werden zes wrakken gevonden, maar de Meermin was er niet bij. De zoektocht gaat door.